# Peter Buck (gitarzysta)
Peter Lawrence Buck (ur. 6 grudnia 1956 w Berkeley w Kalifornii) – gitarzysta, autor tekstów piosenek i współzałożyciel amerykańskiego zespołu R.E.M. Buck gra na gitarze elektrycznej, akustycznej i basowej, mandolinie, banjo oraz instrumentach klawiszowych.
Jako dziecko mieszkał w Los Angeles oraz San Francisco. Przed rozpoczęciem nauki w szkole średniej, jego rodzina przeniosła się do Athens w stanie Georgia. W 1980 podczas studiów na uniwersytecie stanowym poznał Michaela Stipe'a, Billa Berry'ego i Mike'a Millsa, z którymi założył R.E.M..